# Chemilly (Haute-Saône)
Chemilly é uma comuna francesa na região administrativa de Borgonha-Franco-Condado, no departamento de Alto Sona. Estende-se por uma área de 3,77 km². Em 2010 a comuna tinha 88 habitantes (densidade: 23,3 hab./km²).